# Carlos Daniel Cordone
Carlos Daniel Cordone (nacido el 6 de enero de 1974 en General Rodríguez) es un entrenador y exfutbolista argentino que jugaba como delantero.
Termino sus pasos en la liga de  veteranos en la ciudad de Rosario(Santa fe).
Un breve paso que lo llevó un gran amigo, Convirtiendo 2 goles en 27 partidos y así concluyó su carrera futbolística.

## Trayectoria

### Como jugador
Comenzó su carrera en Vélez Sarsfield y jugó durante seis temporadas antes de pasar a Racing en el año 2000, ese mismo año se mudó a Newcastle pero, sin embargo, no estuvo a la altura de las expectativas y solo jugó para el club por una temporada. Anotó tres goles contra el Derby County, Tottenham Hotspur y al Bradford, en la Copa de la Liga. En 2001 Cordone volvió a la Argentina para jugar con Argentinos Juniors, después de una temporada con ellos se trasladó a San Lorenzo, donde ayudó al club a ganar la Copa Sudamericana 2002. Hacia el final de su carrera jugó en Argentino de Merlo en la Primera C, Independiente Rivadavia en el Argentino A, Leandro N. Alem en la Primera C, Tristán Suárez en la Primera B y nuevamente en Leandro N. Alem, donde finalmente se retiró.

### Como entrenador
El 8 de noviembre de 2012, el equipo de General Rodríguez eliminó en la segunda fase de la Copa Argentina 2012-13 a Los Andes, equipo de la Primera B Metropolitana. Fue por 1 a 0 con gol de Moreira, de cabeza, en el primer tiempo. En el banco de suplentes, Cordone debutaba oficialmente como técnico del club, quien hizo un buen papel en su visita al Sur. Alem clasificó a la siguiente fase de la copa buscando quedar en la historia de la mano del Lobo. Pero en su próximo partido de Copa quedó eliminado también por la mínima (1 a 0) de la mano de Brown de Adrogué. Alem estuvo a un partido de viajar a Catamarca a enfrentar a All Boys equipo de Primera División.
El día 12 de diciembre del 2016 el equipo dirigido por Daniel Cordone volvió a hacer historia al clasificarse a la Copa Argentina 2016-17 para las instancias de 32avos de Final, lo cual Alem no había alcanzado nunca. Esto sucedió tras ganarle 3 a 1 a Yupanqui en condición de local y quedar segundos en la tabla al finalizar las 15 fechas de la primera ronda. El día 5 de abril de 2017 se dio a conocer el rival del club Lechero para competir y seguir haciendo historia, el cual sería Vélez Sarsfield, equipo de la Primera División. El histórico encuentro se disputó en la provincia de Formosa el 25 de mayo de 2017 y los de Daniel Cordone solamente cayeron derrotados por 1-0 siendo protagonistas en la mayoría del partido.
En la actualidad, sigue siendo el entrenador de Leandro N. Alem, equipo del cual es hincha y logró el ascenso a la Primera C tras ganar el reducido el día 9 de julio de 2017 por un global de 5-0 al Club Atlético Atlas. Pese a los malos resultados en muchas campañas, continúa siendo el entrenador.

## Clubes

### Como jugador
| Club                    | País       | Año       | Partidos | Goles |
| ----------------------- | ---------- | --------- | -------- | ----- |
| Vélez Sarsfield         | Argentina  | 1993-2000 | 103      | 16    |
| Racing Club             | Argentina  | 2000      | 16       | 4     |
| Newcastle               | Inglaterra | 2000-2001 | 21       | 3     |
| Argentinos Juniors      | Argentina  | 2001-2002 | 33       | 8     |
| San Lorenzo             | Argentina  | 2002-2004 | 36       | 7     |
| Argentino de Merlo      | Argentina  | 2006      | 7        | 2     |
| Independiente Rivadavia | Argentina  | 2006-2007 | 31       | 9     |
| Leandro N. Alem         | Argentina  | 2007-2009 | 125      | 31    |
| Tristán Suárez          | Argentina  | 2009-2010 | 12       | 1     |
| Leandro N. Alem         | Argentina  | 2010-2012 | 8        | 0     |

### Como director técnico
| Club              | País      | Año       |
| ----------------- | --------- | --------- |
| Leandro N. Alem   | Argentina | 2012-2014 |
| Argentino (Merlo) | Argentina | 2015      |
| Leandro N. Alem   | Argentina | 2016-2021 |

## Palmarés

### Como jugador

#### Campeonatos nacionales
| Título             | Club                    | País      | Año     |
| ------------------ | ----------------------- | --------- | ------- |
| Primera División   | Vélez Sarsfield         | Argentina | A 1995  |
| Primera División   | Vélez Sarsfield         | Argentina | C 1996  |
| Primera División   | Vélez Sarsfield         | Argentina | C 1998  |
| Torneo Argentino A | Independiente Rivadavia | Argentina | 2006-07 |

#### Torneos internacionales
| Título                 | Club            | País         | Año  |
| ---------------------- | --------------- | ------------ | ---- |
| Copa Interamericana    | Vélez Sarsfield | Buenos Aires | 1996 |
| Supercopa Sudamericana | Vélez Sarsfield | Buenos Aires | 1996 |
| Copa Sudamericana      | San Lorenzo     | Buenos Aires | 2002 |

### Como director técnico

#### Campeonatos nacionales
| Título                    | Club            | País      | Año     |
| ------------------------- | --------------- | --------- | ------- |
| Torneo Reducido Primera D | Leandro N. Alem | Argentina | 2016-17 |